# Ulrike De Frère
Ulrike De Frère (31 dicembre 1998) è una calciatrice belga, centrocampista offensivo dell'Anderlecht.

## Palmarès
- Campionato belga: 2

Anderlecht: 2018-2019, 2019-2020